# 潮骚号列车
“潮骚”（日语： Shiosai */?）是东日本旅客铁道（JR东日本）来往于东京站和佐仓站・成东站・铫子站之间的特急列車。该列车经由总武本线运行。

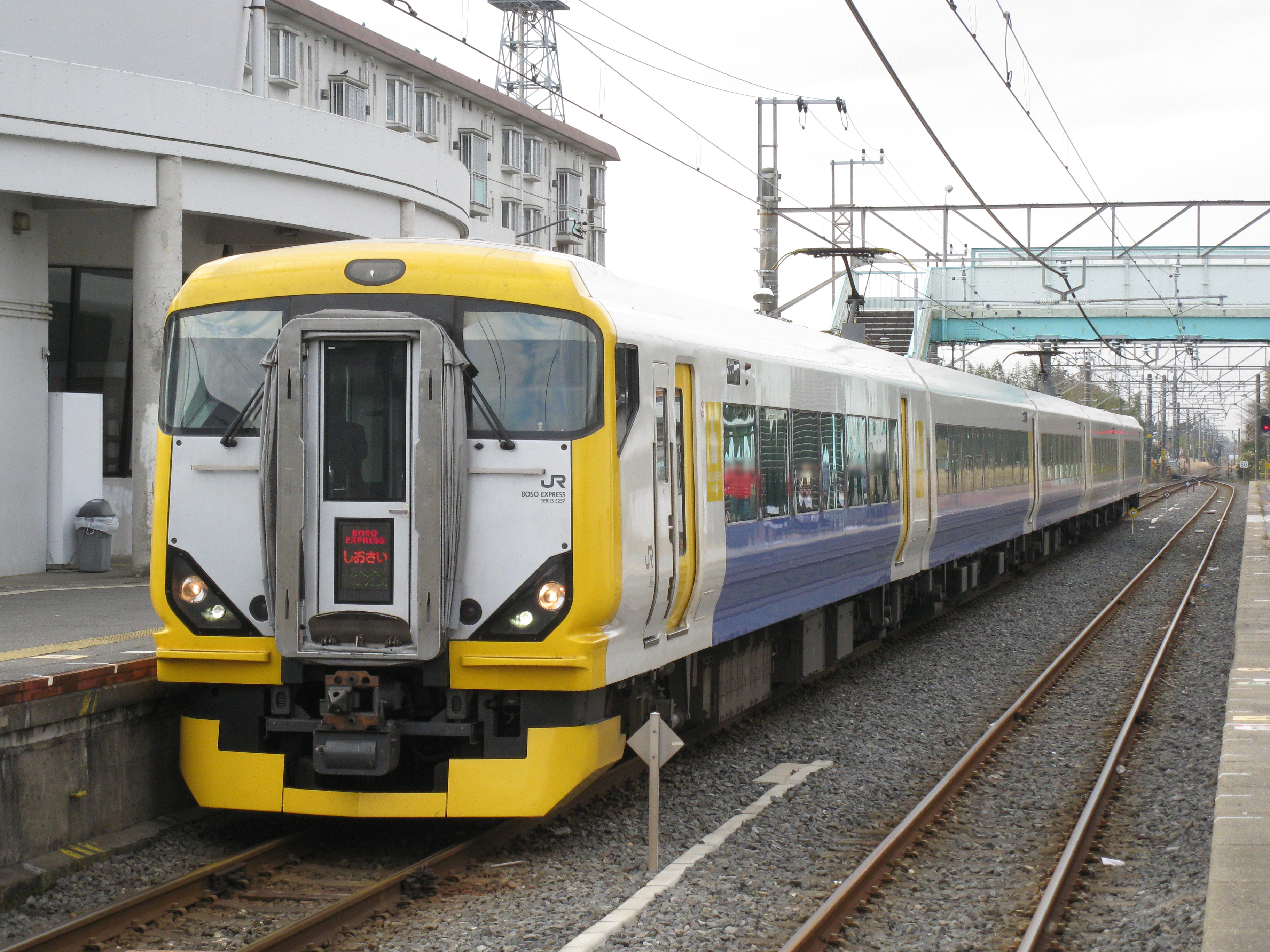
使用JR東日本E257系的潮騷號(2012年1月)

## 概要
1975年3月10日，连接东京与千叶县东北部的总武本线全线电气化改造完成，“潮骚”号开始作为L特急列车在该线路上运营，来往于东京站与铫子站之间。之后，运行于该线路的一部分急行列车“犬吠”号升格为“潮骚”号运行。1982年11月，所有剩余的急行“犬吠”号均升级为特急“潮骚”号。
2002年12月，L特急列车的设定被废止，“潮骚”号改为特急列车。同时，在早晚高峰的繁忙时间开行“早安潮骚”号和“HomeTown潮骚”号列车。2004年10月，以上的繁忙时间列车统一名称为“潮骚”号。
列车名称“潮骚”来源于涨潮时的海浪声。